# Woodstock (Alabama)
Woodstock és una població dels Estats Units a l'estat d'Alabama. Segons el cens del 2000 tenia 986 habitants.

## Demografia
Segons el cens del 2000, Woodstock tenia 986 habitants, 355 habitatges, i 290 famílies La densitat de població era de 136,5 habitants/km².
Dels 355 habitatges en un 42,5% hi vivien nens de menys de 18 anys, en un 69% hi vivien parelles casades, en un 9% dones solteres, i en un 18,3% no eren unitats familiars. En el 16,3% dels habitatges hi vivien persones soles el 6,5% de les quals corresponia a persones de 65 anys o més que vivien soles. El nombre mitjà de persones vivint en cada habitatge era de 2,78 i el nombre mitjà de persones que vivien en cada família era de 3,1.
Per edats la població es repartia de la següent manera: un 27,8% tenia menys de 18 anys, un 10,5% entre 18 i 24, un 33,3% entre 25 i 44, un 19,8% de 45 a 60 i un 8,6% 65 anys o més.
L'edat mediana era de 31 anys. Per cada 100 dones hi havia 95,6 homes. Per cada 100 dones de 18 o més anys hi havia 94,5 homes.
La renda mediana per habitatge era de 42.727 $ i la renda mediana per família de 46.477 $. Els homes tenien una renda mediana de 32.368 $ mentre que les dones 22.153 $. La renda per capita de la població era de 15.406 $. Aproximadament el 9,3% de les famílies i l'11,9% de la població estaven per davall del llindar de pobresa.

## Poblacions properes
El següent diagrama mostra les poblacions més properes.